# Ніґоза
Ніґоза (груз. ნიგოზა) — село в Грузії.
За даними перепису населення 2014 року в селі проживає 123 особи.